# Journal of Cold War Studies
Journal of Cold War Studies er et peer-reviewed engelsksproget tidsskrift, der udgives af Harvard Project on Cold War Studies. Tidsskriftet redigeres af professor Mark Kramer fra Harvard University.
| Bog | Spire Denne artikel om bøger og tidsskrifter er en spire som bør udbygges. Du er velkommen til at hjælpe Wikipedia ved at udvide den. |